# Elastomultiestere
L'elastomultiestere è una fibra d'origine sintetica prodotta dall'interazione, nel corso di due o più fasi distinte, di due o più macromolecole lineari chimicamente distinte (di cui nessuna supera l'85% in massa), contenente gruppi esteri come unità funzionale dominante (almeno l'85%), che, dopo opportuno trattamento, se allungata sotto una forza di trazione fino a raggiungere una volta e mezzo la lunghezza iniziale, riprende rapidamente e sostanzialmente tale lunghezza non appena cessa la forza di trazione.
È una fibra di recente creazione ed è stata introdotta e riconosciuta in Europa con la Direttiva 2006/03/CE che modifica la dir. 96/74/CE. La direttiva: fissa i requisiti e le modalità applicabili ai prodotti tessili per essere immessi sul mercato interno prima di qualsiasi trasformazione durante il ciclo industriale e durante le diverse operazioni inerenti alla loro distribuzione.